# Luik-Bastenaken-Luik 1980
De 66e editie van Luik-Bastenaken-Luik werd gehouden op zondag 20 april 1980. Van de 174 gestarte renners zouden slechts 21 de finish bereiken, vanwege de zware winterse weersomstandigheden. De naam Liège-Bastogne-Liège werd tijdens deze editie al snel verbasterd tot neige-Bastogne-neige (neige is Frans voor sneeuw). Later werd het een van de zwaarste wielerkoersen ooit genoemd. De Fransman Bernard Hinault won deze heroïsche editie van La Doyenne. Hij had bevriezingsverschijnselen aan zijn vingers en heeft er tot op de dag van vandaag last van.

## Deelnemende ploegen
| Renault-Gitane            | Peugeot-Esso-Michelin | IJsboerke-Warncke Eis         |
| Boule d'Or-Sunair-Colnago | La Redoute-Motobécane | Safir-Ludo                    |
| Splendor-Admiral          | TI-Raleigh-Creda      | DAF Trucks                    |
| Bianchi-Piaggio           | Boston-Mavic          | Miko-Mercier-Vivagel          |
| Puch-Campagnolo-Sem       | Gis Gelati            | Marc-Carlos-V.R.D.-Woningbouw |

## Koersverloop
Bij de start in Luik werden de renners reeds verwelkomd door sneeuw. Na de start veranderde de neerslag in een heuse sneeuwstorm. Na 70 km was al de helft van het peloton afgestapt. De Belg Rudy Pevenage demarreerde in Houffalize en had op de Stockeu meer dan twee minuten voorsprong. Op de Côte de la Haute-Levée werd hij bijgehaald door de ontsnapte Fransman Bernard Hinault. Hinault sprong weg met nog 77 km te gaan en kwam solo aan op de Boulevard de la Sauvenière. Bijna tien minuten later arriveerden Hennie Kuiper en neo-prof Ronny Claes. In totaal wisten slechts 21 van de 174 gestarte renners de finish te behalen.

## Uitslag
| rang | renner                  | ploeg                     | tijd     |
| ---- | ----------------------- | ------------------------- | -------- |
| 1    | Bernard Hinault         | Renault-Gitane            | 7u01'42" |
| 2    | Hennie Kuiper           | Peugeot-Esso-Michelin     | + 9'24"  |
| 3    | Ronny Claes             | IJsboerke-Warncke Eis     | z.t.     |
| 4    | Fons De Wolf            | Boule d'Or-Sunair-Colnago | + 10'34" |
| 5    | Pierre Bazzo            | La Redoute-Motobécane     | z.t.     |
| 6    | Ludo Peeters            | IJsboerke-Warncke Eis     | z.t.     |
| 7    | Herman Vanspringel      | Safir-Ludo                | + 12'05" |
| 8    | Guido Van Calster       | Splendor-Admiral          | + 12'35" |
| 9    | Johan van der Velde     | TI-Raleigh-Creda          | z.t.     |
| 10   | Eddy Schepers           | DAF Trucks                | z.t.     |
| 11   | Gilbert Duclos-Lassalle | Peugeot-Esso-Michelin     | z.t.     |
| 12   | Silvano Contini         | Bianchi-Piaggio           | z.t.     |
| 13   | Henk Lubberding         | TI-Raleigh-Creda          | + 16'03" |
| 14   | Stefan Mutter           | TI-Raleigh-Creda          | z.t.     |
| 15   | Pascal Simon            | Peugeot-Esso-Michelin     | z.t.     |
| 16   | Jan Jonkers             | Boston-Mavic              | + 17'59" |
| 17   | Bert Oosterbosch        | TI-Raleigh-Creda          | + 18'35" |
| 18   | Paul Wellens            | TI-Raleigh-Creda          | z.t.     |
| 19   | Frits Pirard            | Miko-Mercier-Vivagel      | z.t.     |
| 20   | Jean-Raymond Toso       | Puch-Campagnolo-Sem       | + 24'06" |
| 21   | Jostein Wilmann         | Puch-Campagnolo-Sem       | + 27'00" |

1892 · 1893 · 1894 · 1895 - 1907 · 1908 · 1909 · 1910 · 1911 · 1912 · 1913 · 1914 · 1915 · 1916 · 1917 · 1918 · 1919 · 1920 · 1921 · 1922 · 1923 · 1924 · 1925 · 1926 · 1927 · 1928 · 1929 · 1930 · 1931 · 1932 · 1933 · 1934 · 1935 · 1936 · 1937 · 1938 · 1939 · 1940 · 1941 · 1942 · 1943 · 1944 · 1945 · 1946 · 1947 · 1948 · 1949 · 1950 · 1951 · 1952 · 1953 · 1954 · 1955 · 1956 · 1957 · 1958 · 1959 · 1960 · 1961 · 1962 · 1963 · 1964 · 1965 · 1966 · 1967 · 1968 · 1969 · 1970 · 1971 · 1972 · 1973 · 1974 · 1975 · 1976 · 1977 · 1978 · 1979 · 1980 · 1981 · 1982 · 1983 · 1984 · 1985 · 1986 · 1987 · 1988 · 1989 · 1990 · 1991 · 1992 · 1993 · 1994 · 1995 · 1996 · 1997 · 1998 · 1999 · 2000 · 2001 · 2002 · 2003 · 2004 · 2005 · 2006 · 2007 · 2008 · 2009 · 2010 · 2011 · 2012 · 2013 · 2014 · 2015 · 2016 · 2017 · 2018 · 2019 · 2020 · 2021 · 2022 · 2023 · 2024 · 2025